# Elton (Manitoba)
Elton es un municipio rural canadiense situado en la provincia de Manitoba.

## Superficie
Elton tiene una superficie de 576,14 km².

## Demografía
En 2021, tenía 1276 habitantes, una densidad poblacional de 2,2 hab./km², y 503 viviendas.